# Bahiria defecta
Bahiria defecta är en fjärilsart som beskrevs av Boris Ivan Balinsky 1994. Bahiria defecta ingår i släktet Bahiria och familjen mott. Inga underarter finns listade i Catalogue of Life.